# Piazza Bolivar
La piazza Bolivar (plaza de Bolívar in spagnolo) è la piazza principale (Plaza Mayor) di Bogotà e anche la piazza più estesa della Colombia. Ubicata al centro della città, le fanno contorno alcuni dei principali edifici della città: a nord il Palazzo di Giustizia, a sud il Campidoglio Nazionale di Colombia, sede del Congresso della Repubblica, a est la Cattedrale dell'Immacolata Concezione, la Casa del Capitolo ecclesiastico, la Cappella del Sacrario della Cattedrale e il Palazzo arcivescovile con la monumentale porta fusa dalla Fonderia Artistica Ferdinando Marinelli di Firenze, Italia, a ovest il Palazzo Liévano, sede del municipio principale della città, e a sud-est il Collegio Maggiore di San Bartolomeo, dei gesuiti. Proposta come monumento nazionale della Colombia, fu dichiarata tale con il decreto 1802 del 19 ottobre 1995.
La piazza si estende su una superficie di quasi 14.000 m2 (comprese le vie al suo intorno) e una capacità massima calcolata in 55.612 persone.

## Storia
Il carattere della piazza è cambiato considerevolmente dal suo inizio, quando era circondata da case coloniali ed era sede del mercato ove i contadini portavano a vendere i loro prodotti. Tracciata dai primi colonizzatori spagnoli, fin dalla sua fondazione fu posta al centro una colonna in legno che svolgeva la funzione di gogna per punizioni, rappresentando il re di Spagna. La colonna presidiò la piazza fino al 1583, quando l'uditore Alonso Pérez de Salazar sollecitò la sua sostituzione con una piccola fontana per rifornire di acqua la città. Nel 1681 la fontana fu sostituita da una più grande e più abbellita, nota fra gli abitanti come mono de la pila (Scimmia della fonte) e che ora si trova nel Museo di Arte coloniale.

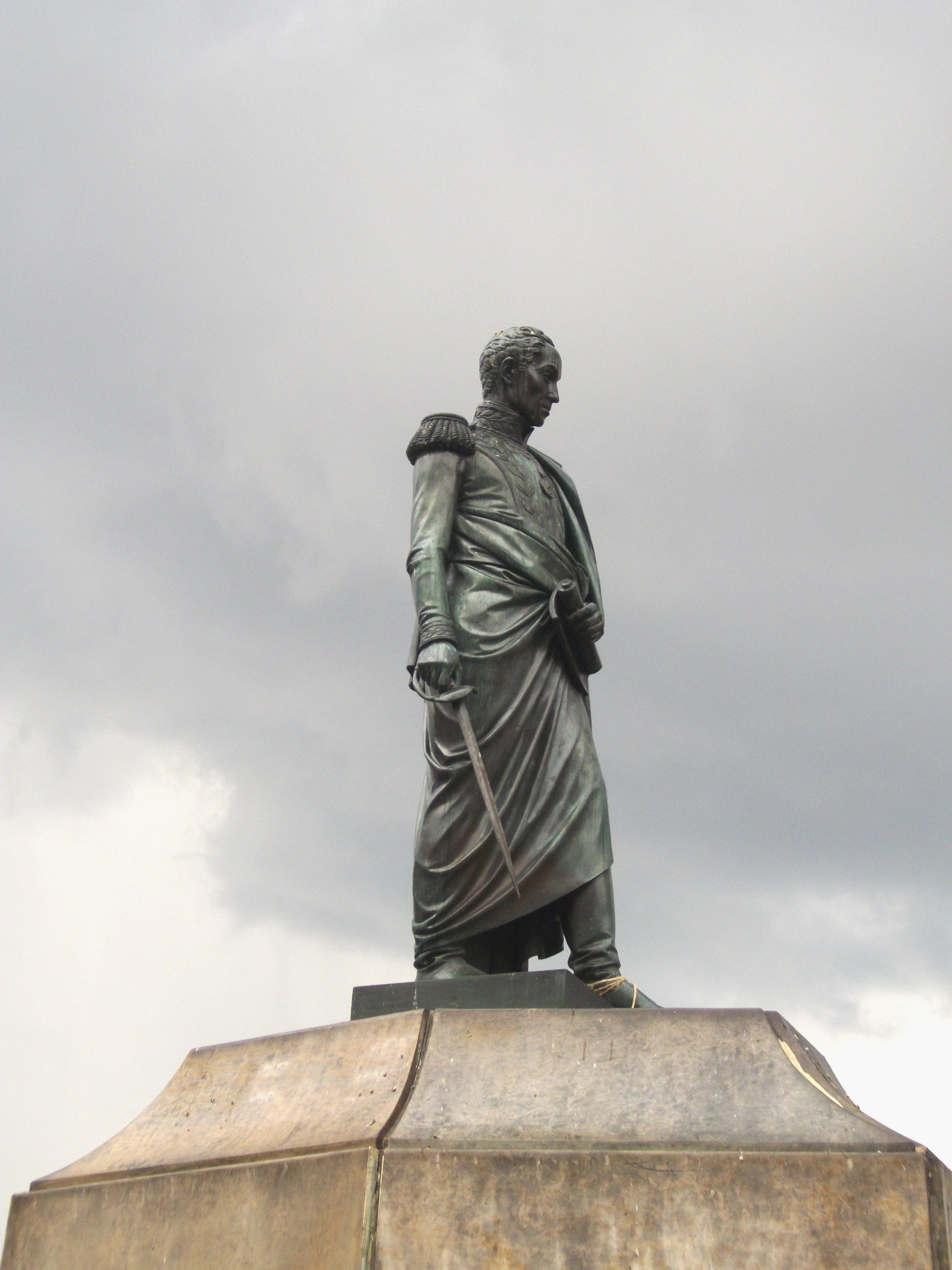
Pietro Tenerani
Statua di Simón Bolívar

L'unica costruzione intorno alla piazza che è ancora rimasta dall'epoca coloniale è la Cappella del Sacrario della Cattedrale. 
Dopo l'indipendenza della Colombia si prese a chiamarla Piazza della Costituzione, denominazione ufficiale dal 1821, benché alcuni riferimenti storici indichino che il nome di uso quotidiano presso la popolazione fosse Piazza Maggiore.
Il 20 luglio 1846, il Congresso della Repubblica dispose la posa al centro della piazza di una statua in bronzo del generale Simón Bolívar, donata da José Ignacio París, che la commise allo scultore italiano Pietro Tenerani. Per questa disposizione, la piazza fu ribattezzata con il nome del Libertador (atti delle delibere comunali del 20 luglio 1847 e del 18 giugno 1883, in commemorazione del centenario della sua nascita.
Nel 1861 fu abolito il mercato e altre attività che si svolgevano nella piazza come le tauromachie. Nel 1880 fu installato un nuovo piedestallo della statua, che fu girata, cambiandone l'orientamento: fino ad allora la statua era rivolta verso oriente (alla cattedrale), successivamente fu volta verso il lato settentrionale della piazza (Palazzo di Giustizia). L'anno successivo il ministro della Pubblica istruzione Ricardo Becerra fece installare un giardino all'inglese intorno alla statua, recinto da un'inferriata, che fu tolta nel 1919.

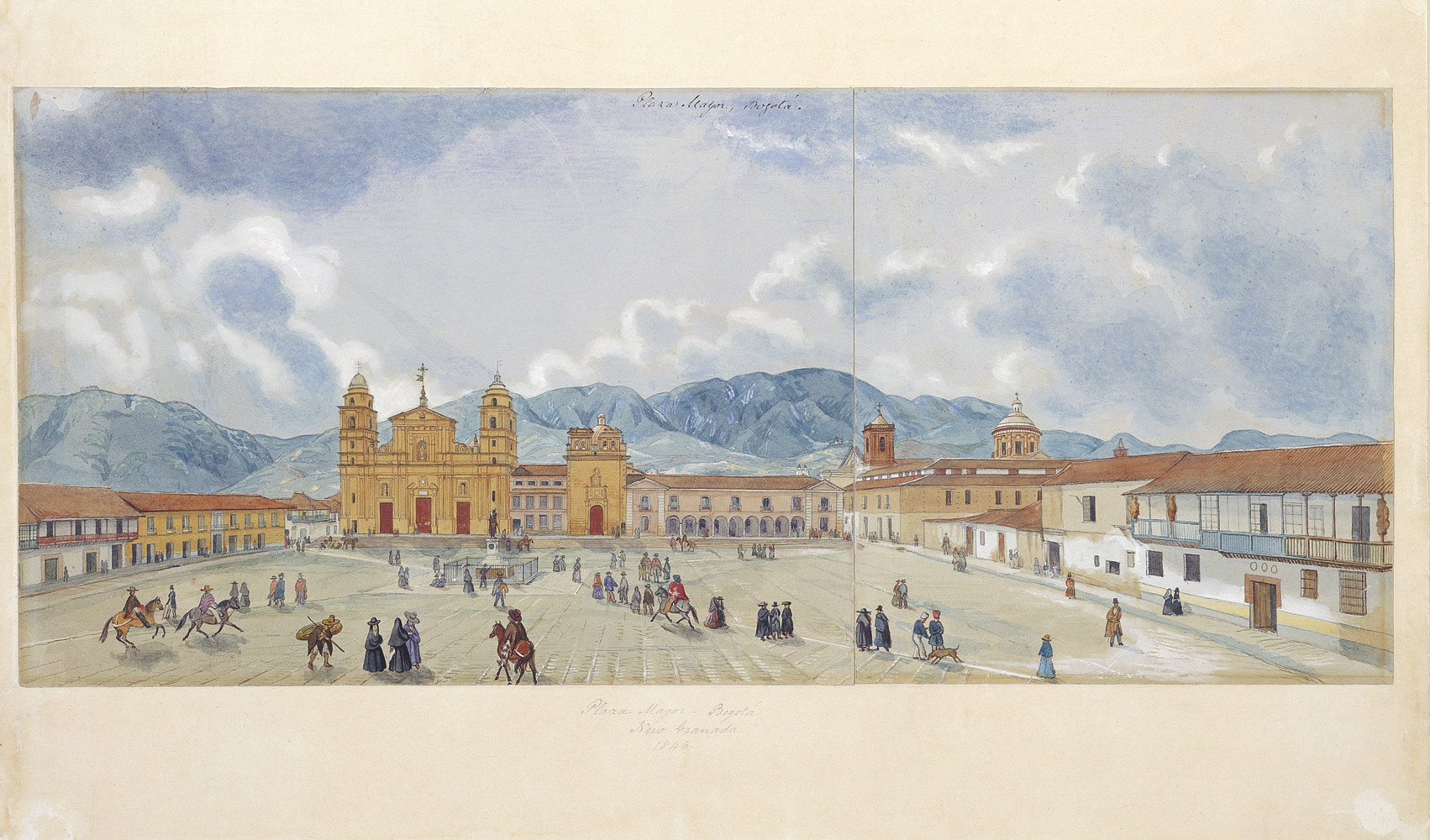
La piazza Maggiore di Bogotá nel 1846, acquarello di Edward Mark.

Nel 1927 furono installate quattro fonti di acqua e fu posato un piedestallo più alto per la statua di Bolivar al centro della piazza. I lavori si conclusero il 19 luglio 1929.
Le ultime ristrutturazioni della piazza ebbero luogo ad opera della ditta Martínez y Avendaño, selezionata con concorso pubblico nel 1959 per festeggiare il centocinquantesimo anniversario dell'indipendenza. Le opere, su progetto dell'architetto Fernando Martínez Sanabria, ebbero inizio il 25 gennaio 1960. Le conseguenze furono il ritiro degli spazi adibiti a parcheggio pubblico di autoveicoli e quello delle fontane, destinando quasi l'intera piazza a uso pedonale. Il progetto attuale risolse anche il problema della pendenza mediante l'utilizzo di piani che si inclinano su un'area piana triangolare con base sulle scalinate del Campidoglio, creando un fronte apparentemente orizzontale. L'inaugurazione della nuova Piazza Bolívar ebbe luogo il 16 luglio 1961 con la presenza del Presidente Alberto Lleras Camargo.

## Cornice
Contornano la piazza:

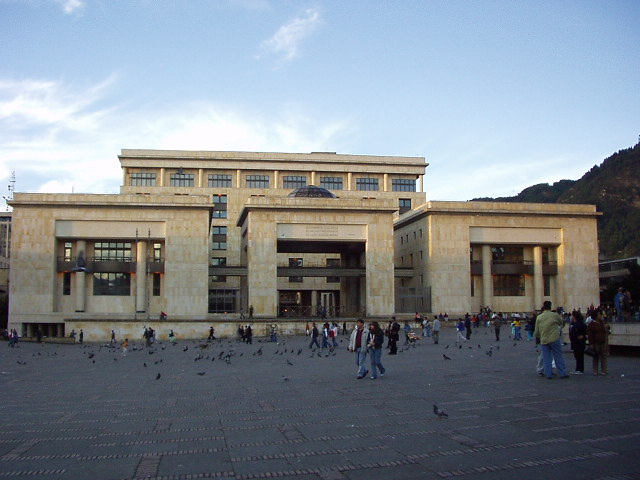
Palazzo di Giustizia.

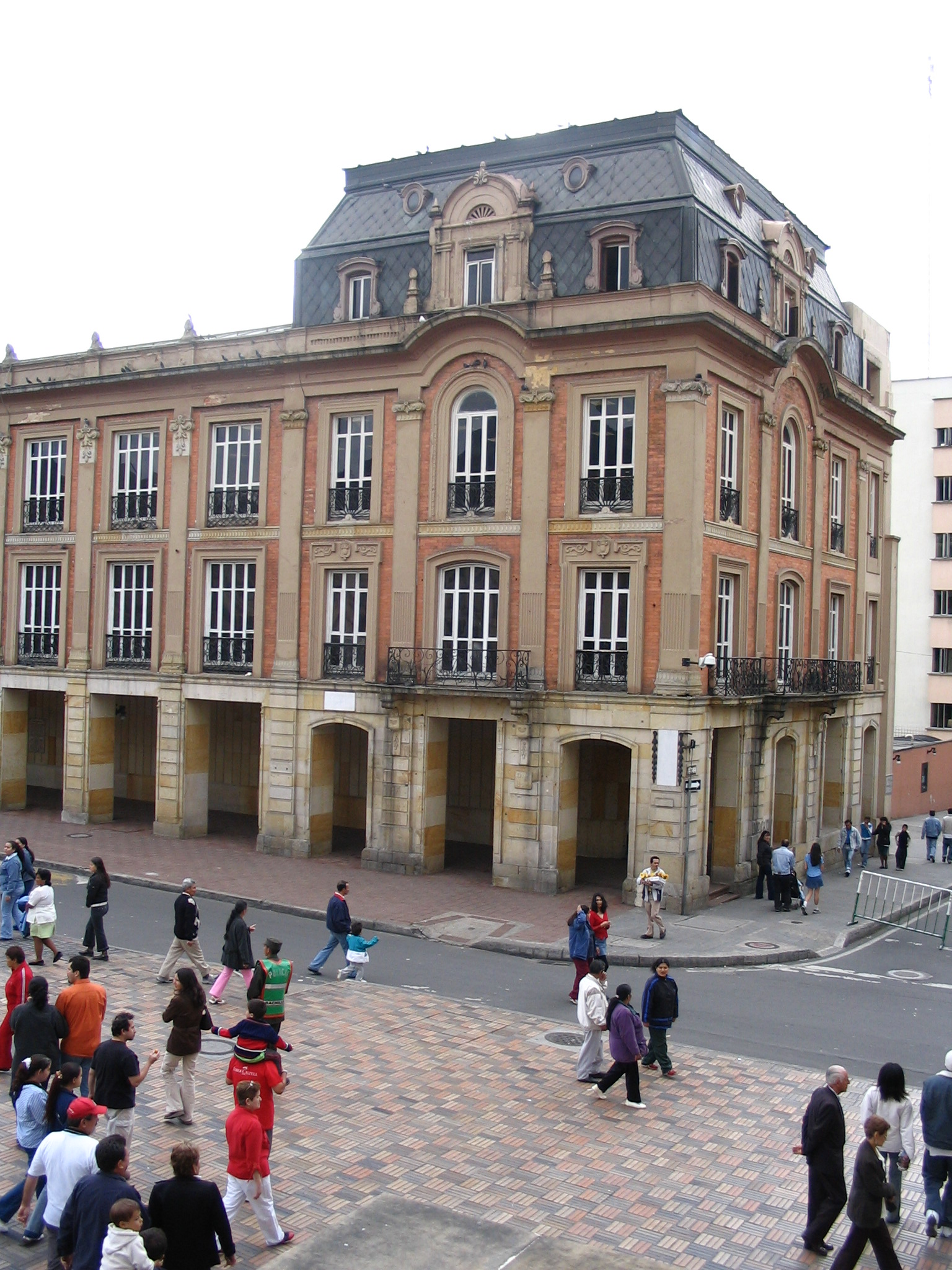
Palazzo Liévano, sede dell'Alcaldía Mayor di Bogotá.

- Palazzo di Giustizia, un enorme edificio moderno, sede della Corte Suprema della Colombia. La storia di questo palazzo è piuttosto tragica e forse simbolica dei problemi della nazione colombiana. Il primo edificio della Corte fu costruito nel 1921 e andò distrutto da un incendio durante il Bogotazo, nell'aprile 1948. Un nuovo palazzo fu costruito sulla parte nord della piazza, ma nel 1985 andò nuovamente distrutto nel corso dell'assalto al Palazzo di Giustizia di Bogotà, operato dal movimento di guerriglia M-19, quando l'esercito cercava di riprendere il controllo dell'edificio. I ruderi del palazzo rimasero tali per quattro anni, finché il governo decise di demolirlo completamente e ricostruirne uno nuovo, quello che attualmente occupa il lato nord della piazza.
- Campidoglio nazionale, edificio in pietra di stile neoclassico che ospita il Congresso della Repubblica. La sua costruzione iniziò nel 1848, nel medesimo luogo ove 62 anni prima andò distrutto in un incendio il palazzo vicereale.[12] A causa dell'instabilità politica del Paese, il Campidoglio poté essere ricostruito solo nel 1926, 78 anni dopo l'inizio dei lavori. Esso fu progettato dall'architetto danese Thomas Reed, ma la direzione dei lavori fu affidata via via al colombiano Mariano Sanz de Santamaría, all'italiano Pietro Cantini e al francese Gastón Lelarge, la cui principale modifica proposta fu il progetto di una grande cupola, che avrebbe dominato l'aspetto esterno dell'edificio, ma che non fu realizzata, per poter terminare prima i lavori.
- Palazzo Liévano, sulla parte occidentale della piazza, una costruzione di stile rinascimentale francese progettata dall'architetto Gastón Lelarge che oggi è la sede del municipio maggiore di Bogotà.[13]
- Cattedrale primaziale di Bogotá, sul lato orientale della piazza, costruita tra il 1807 e il 1823
- Cappella de Sacrario, a fianco della Cattedrale, costruita verso la fine del XVII secolo
- Palazzo arcivescovile, sul lato destro della precedente, costruito tra il 1952 e il 1959, per rimpiazzare l'antico palazzo distrutto nell'aprile 1948, durante il Bogotazo.[14]
- Casa del Florero, nell'angolo nordorientale della piazza, è la sede del Museo del 20 luglio, da dove partì il moto indipendentista dal regime spagnolo il 20 luglio 1810
- Collegio Maggiore di San Bartolomeo, istituto educativo della Compagnia di Gesù fondato nel 1604, nel quale si sono formate diverse personalità della storia della nazione. In esso la piazzetta Camilo Torres ricorda il luogo ove furono giustiziati numerosi rivoluzionari durante la riconquista spagnola del 1816.